# Слободан Анджелкович
Слободан Анджелкович (серб. Слободан Анђелковић / Slobodan Anđelković; нар. 1 березня 1913, Белград  — пом. 6 грудня 1985, Сомбор) — югославський футболіст, що грав на позиції захисника. Відомий виступами за клуб «Югославія», а також національну збірну Югославії.
| Дата       | Місто   | Господарі | Результат | Гості   | Турнір           | Голи | Примітки |
| ---------- | ------- | --------- | --------- | ------- | ---------------- | ---- | -------- |
| 06.06.1937 | Белград | Югославія | 1 – 1     | Бельгія | товариський матч | -    |          |
| Усього     |         | Матчів    | 1         |         | Голів            | 0    |          |

## Трофеї і досягнення
- Срібний призер чемпіонату Югославії: 1934-35
- Бронзовий призер чемпіонату Югославії: 1938-39
- Володар кубка Югославії: 1936, 1938-39